# Eine amerikanische Tragödie
Eine amerikanische Tragödie (Original: An American Tragedy) ist ein Roman von Theodore Dreiser aus dem Jahr 1925. Die deutsche Übersetzung von Marianne Schön wurde erstmals 1927 im Paul Zsolnay Verlag veröffentlicht, 1951 erschien eine lizenzierte Taschenbuchausgabe der deutschen Fassung im Rowohlt Verlag. Das Magazin Time zählte diesen Roman zu den besten 100 englischsprachigen Romanen, die zwischen 1923 und 2005 veröffentlicht wurden.

## Handlung
Im Schicksal der Zentralgestalt Clyde Griffiths, dem Sohn eines Straßenpredigers in Kansas City, vollzieht sich exemplarisch die Metapher eines tragischen Lebenslaufes.
Griffiths, Sohn einer Predigerfamilie, ist unzufrieden mit der Enge und Ärmlichkeit seiner Lebensverhältnisse und auf der Suche nach äußerlichem Erfolg. Zunächst arbeitet er als Page in einem Hotel und erfährt dort den luxuriösen Lebensstil der Gäste; sein Streben nach einem „besseren Leben“ bleibt Antriebsfeder seines Handelns. Zunehmend und durch eine Art Sog der Ereignisse, denen er sich in einer gewissen Oberflächlichkeit und Schwäche überlässt, verstrickt er sich in dieser Suche nach Glück in Schuld.
Durch Zufall wird er in einen Autounfall verwickelt, bei dem ein Kind stirbt. Von Panik ergriffen flieht er. In Chicago trifft er auf seinen Onkel Samuel Griffiths, einen wohlhabenden Fabrikbesitzer, der ihm eine Anstellung in seiner Kragenfabrik in Lycurgus gibt. Lycurgus ist eine fiktive Mittelstadt in der Nähe von Fonda und Gloversville in Upstate New York. Zunächst wird er als „armer Verwandter“ herablassend behandelt, doch es gelingt ihm, Eingang in die „besseren Kreise“ zu gewinnen; er verliebt sich in die junge Sondra Finchley und findet in ihrer Eleganz, Schönheit, ihren oberflächlichen Briefchen und Abendgesellschaften die Illusion einer perfekten Zukunft.
Doch seine Beziehung zu dem Arbeitermädchen Roberta Alden, die ein Kind von ihm erwartet, zerschlägt seine Hoffnungen. Er dringt auf eine Abtreibung, diese schlägt fehl, und Roberta besteht auf einer Eheschließung. Ihr zunehmend vehementes Drängen auf eine Heirat steht seinem Lebensentwurf entgegen. In ihm reift der Plan zu einem Mord.
Das Kapitel 47, in dem die Bootsfahrt Clyde Griffiths’ mit seiner Verlobten geschildert wird, gehört zu den literarisch stärksten Passagen des Werkes. Der Protagonist Clyde Griffiths zögert, windet sich, erschrickt vor der Tat und vor sich selbst, steht beobachtend neben sich; so wird das Ereignis, das das Boot zum Kentern bringt, kein expliziter Mord, aber auch kein Unfall: In einem Handgemenge stößt er Roberta fort, will ihr sogleich danach helfen, durch diese Bewegung gerät das Boot ins Schwanken und sinkt, er kommt der Verletzten nicht zu Hilfe, handelt nicht und lässt sie schließlich ertrinken.
Kaleidoskopartig ließen sich hier Bezüge zu Ödipus von Sophokles ziehen (im Prinzip der Tragik, das sich darin zeigt, dass das Verhalten, das Unheil abwenden will, selber zum Unheil führt) oder zu Joseph Conrad, dessen Lord Jim durch Unterlassung schuldig wird:

„Warte nur einen Augenblick, den Bruchteil einer Minute. Warte – warte – und höre nicht auf diesen herzzerreißenden Schrei! Und dann – dann – sieh hin! Es ist vorüber, sie sinkt! Nie, nie wirst du sie lebend wiedersehen – nie mehr. Dort treibt dein eigener Hut auf dem Wasser, ganz wie du es gewollt hast, an der Rudergabel des Bootes hängt ihr Schleier. Laß ihn dort; er kann beweisen, daß es ein Unfall war.“

Im dritten Buch des dreiteiligen Werkes wird Clyde verhaftet, unter Mordanklage gestellt und schließlich hingerichtet. Hier entfaltet sich die innere Wandlung des Protagonisten, der vom ehemals Feigen und Getriebenen zum Reuigen wird. Im minutiös geschilderten Prozess treten die eindrucksvollen Figuren des Anklägers Mason und des Verteidigers Jephson auf; er stellt jedoch eher die moralische Fragwürdigkeit des amerikanischen Justizsystems dar als eine legitime Suche nach Gerechtigkeit. Eine herausragende Rolle nimmt hier die Mutter von Clyde ein, die bis zur letzten Minute an der Seite ihres Sohnes steht.
Die Bezüge zu Dostojewski, insbesondere zu dem Werk Schuld und Sühne, liegen offen.
Einige Kritiker bemängelten die Langatmigkeit und die Diskrepanz zwischen Anspruch und sprachlicher Ausgestaltung der psychologischen Dimensionen; die Schwerfälligkeit des Stils werde dem Inhalt bisweilen nicht gerecht.
Dem Roman liegt eine wahre Begebenheit zugrunde, der Mord an Grace Brown aus dem Jahr 1906. Er löste bei seinem Erscheinen große Kontroversen aus.

## Interpretation
Der Protagonist ist getrieben von der Vision seines sozialen Aufstieges. In seinem Streben nach Reichtum, Luxus und vor allem der Akzeptanz der höheren gesellschaftlichen Schichten ist er blind für jede Chance auf privates Glück. Durch die Anstellung in der Fabrik seines Onkels und die Beziehung zu Roberta Alden, zu der er anfangs eine aufrechte Zuneigung zu hegen scheint, hätte sich die Möglichkeit auf ein privates Idyll ergeben können, welcher er jedoch verwirft, um sich an Sondra Finchley und ihre Welt zu binden. Durch Robertas Schwangerschaft findet er sich in einem Dilemma, aus dem er keinen anderen Ausweg sieht als den Mord, den er verzweifelt vor sich selbst zu rechtfertigen sucht. Auch wenn die philosophischen Überlegungen Raskolnikows in Dostojewskis Schuld und Sühne wesentlich abstrakter sind, sind die Parallelen klar erkennbar. Der Roman lässt sich zwar als eine Kritik an dem amerikanischen Traum vom Aufstieg lesen, geht aber über eine simple Gesellschafts- und Kapitalismuskritik hinaus. So wird beispielsweise deutlich, dass auch Clydes Herkunft und seine streng religiösen und zu allem praktischen Leben unfähigen Eltern an der Tragödie mit schuldig sind. Ferner werden auch die persönlichen Abgründe und psychologischen Verstrickungen beleuchtet.

## Ausgaben
- Theodore Dreiser: Eine amerikanische Tragödie. 3 Bde. Berlin, Wien, Leipzig: Paul Zsolnay 1927.
- Theodore Dreiser: Eine amerikanische Tragödie. Hamburg: Rowohlt 1951.
- Theodore Dreiser: Eine amerikanische Tragödie. Aufbau-Verlag Berlin und Weimar, 1965 3. Auflage.

## Bühnenbearbeitung
- Eine amerikanische Tragödie. Nach dem Roman An American Tragedy von Theodore Dreiser für die Bühne eingerichtet von Erwin Piscator. Ahn und Simrock, Berlin, Wiesbaden o. J. [um 1961] [= The ReGroup Theatre Company (Hrsg.): The Lost Group Theatre Plays. Volume 3. The House of Connelly, Johnny Johnson, & Case of Clyde Griffiths. By Paul Green and Erwin Piscator. CreateSpace, New York 2013. ISBN 978-1-4841-5013-9].
- An American Tragedy. Oper nach Theodore Dreisers Roman An American Tragedy von Tobias Picker. Uraufführung an der Metropolitan Opera in New York am 2. Dezember 2005 mit Nathan Gunn in der Hauptrolle.

## Film- und Fernsehfassungen
- Eine amerikanische Tragödie (An American Tragedy). USA 1931, Regie: Josef von Sternberg. In den Hauptrollen: Phillips Holmes und Sylvia Sidney
- Ein Platz an der Sonne (A Place in the Sun). USA 1951, Regie: George Stevens. In den Hauptrollen: Elizabeth Taylor und Montgomery Clift
- Um Lugar ao Sol (TV-Serie). Brasilien 1959. Regie: Dionísio Azevedo. In den Hauptrollen: Marly Bueno und Laura Cardoso
- Americká tragédia (TV-Serie). Tschechoslowakei 1976. Regie: Stanislav Párnicky. In den Hauptrollen: Emil Horváth und Kamila Magálová
- Nakaw na pag-ibig. Philippinen 1980. Regie: Lino Brocka. In den Hauptrollen: Nora Aunor und Hilda Koronel
- Hi no ataru basho (TV-Serie). Japan 1982. Regie: Masami Ryuji. In den Hauptrollen: Emiko Azuma und Akihiko Hirata

## Hörspielfassung
- Eine amerikanische Tragödie. Schweiz 1949, Regie: Helli Stehle. Hörspieler u. a. Trudi Gerster

## Sonstiges
Der Roman wurde 2005 von dem bekannten amerikanischen Time Magazine in dessen Liste der Top 100 englischsprachigen Romane seit 1923 aufgenommen.